# Либерия на летних Олимпийских играх 1980
Либерия должна была принимать участие в Летних Олимпийских играх 1980 года в Москве в пятый раз за свою историю, но делегация страны участвовала только в церемонии открытия, а в самих соревнованиях атлеты на старт не вышли. Сборная Либерии стала единственной сборной, поддержавшей бойкот уже на этапе проведения Олимпиады.